# 태풍 무이파 (2011년)
태풍 무이파(태풍 번호: 1109, 국제명: MUIFA)는 2011년 북서태평양에서 발생한 9번째 태풍으로, 태풍의 길목에 놓였던 일본 오키나와섬, 중국, 대한민국, 조선민주주의인민공화국에 피해를 냈다. “무이파”는 마카오에서 제출한 이름으로, 서양자두 꽃을 의미한다.

## 태풍의 진행

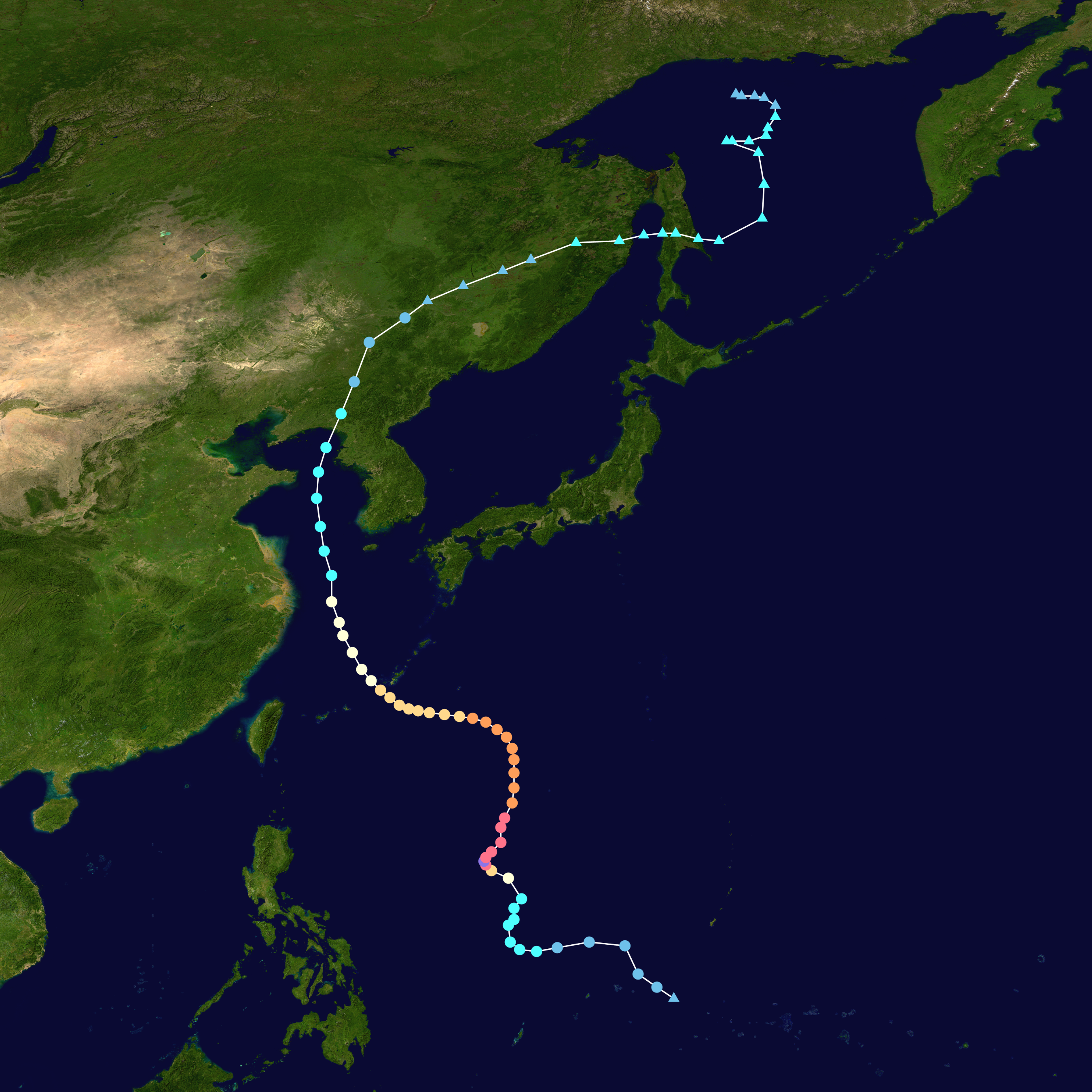
태풍 무이파의 경로

태풍 무이파는 7월 28일 오후 3시에 미국 괌 서쪽 약 1060 km 부근 해상에서 중심 기압 998 hPa, 최대 풍속 18 m/s, 강풍 반경 200 km 크기 소형의 열대폭풍으로 발생하였다. 발생 이후 4일만에 중심 기압 930 hPa, 최대 풍속 50 m/s, 강풍 반경 580 km 크기 대형의 매우 강한 태풍으로 발달하며 최성기를 맞았다. 그러나 태풍이 느리게 북상하면서 쇠퇴기를 맞아 8월 1일 오후 3시에 중심 기압 945 hPa, 최대 풍속 45 m/s, 강풍 반경 500 km을 유지한 채 태풍은 서진을 시작했다. 8월 4일에는 오키나와 부근 해상까지
진입하였으며, 대부분의 예보관들은 7일 경 중국 상하이에 상륙할 것으로 내다봤다. 그러나, 태풍이 예상보다 빨리 북서진하기 시작하면서 예보관들은 산둥반도에 상륙할 것으로 내다보면서 진로를 수정했다. 하지만, 태풍이 진행 방향을 점차 북북서진으로 바뀌어 마침내 8월 7일 오전 6시에는 서귀포 남서쪽 370 km 해상까지 북상했다. 그럼에도 기상청은 예상 진로를 조금 수정하여 산둥반도를 스쳐나가는 정도의 수준의 진로를 예상했다. 이후 태풍은 약 20~30 km/h의 속도로 북진하기 시작하여 7일 오후 9시에 목포 서쪽 해상을 8일 오전 3시에 군산 서쪽 해상을 통과하였다. 오전 6시에는 서산 서쪽을 통과하였으며, 태풍의 방향은 북북동진으로 전향하기 시작하여, 오전 9시에는 인천 서쪽 해상을 지나, 정오에는 백령도 서쪽 약 50 km 부근 해상까지 북상했다. 8일 오후 6시에는 신의주 남남동쪽 약 50 km 부근 육상에 상륙하였고, 만주 지역으로 이동한 뒤 9일 오전 9시에 열대저기압으로 약화되었다.

## 특징
북태평양 고기압이 예년에 비해 남북으로 발달하여 중국 산둥반도에 상륙할 것이라는 예상과 달리 방향을 틀지 못하고 서해상으로 북상하였으며, 태풍 메아리와 진로가 매우 유사하였고, 2011년 한반도에 영향을 주는 2번째 태풍이 되었다.
태풍이 서해로 북상하면서 태풍진행 방향의 동쪽(위험반원)에 위치한 제주도와 서해안, 호남, 충남, 서울, 경기, 인천 지역은 태풍의 진행방향과 바람의 방향이 일치하여 강한 바람이 불었다. 또한 제주도, 남해안, 지리산 부근에서는 남풍이 지속적으로 불면서 지형적인 영향으로 많은 비가 내렸다.
특히 태풍이 따뜻한 바다 위를 느리게 이동하며 발달하여 지리적으로 가까운 제주도 및 전남지방은 영향을 받는 시간이 길었고, 이로 인하여 제주도의 경우 초속 10 m 이상의 강한 바람이 10시간가량 지속되는 등 제주도 및 전남지방에서는 8월 강수량 및 풍속 극값이 경신되었다.

## 피해

### 대한민국
- 2명 사망, 2명 실종
- 가거도 방파제 파손
- 제주 천연기념물 팽나무 쓰러져
- 제주 관광객 3만여 명 고립
- 선박 70여 척 파손, 전복
- 36만 가구 정전
- 산사태 15곳, 도로 30여 곳 두절
- 건물 200여 채 파손
- 이재민 300여 명
- 지리산 일대 침수
- 중국 상하이의 남경로 세기광장에서 8월 6일에 온게임넷 주최 하에서 열릴 예정이였던 신한은행 프로리그 10-11의 결승전 10-11 프로리그 결승전이 급작스럽게 무이파로 인해 취소되었다.
- 약 230억원의 피해액

### 중국
- 동부 해안 거주민 61만 명 대피
- 원유생산시설 100여 곳 임시 폐쇄
- 크레인선 침몰, 6명 구조, 1명 실종
- 칭다오 피서객 30여 명 고립

### 조선민주주의인민공화국
- 조선중앙TV가 태풍 '무이파'로 이재민 158명이 발생했다고 보도했다.

### 일본
- 오키나와 5만 가구 정전
- 29명 부상
- 일부 지역 침수

## 같이 보기
- 태풍 카눈 (2012년)
- 태풍 볼라벤 (2012년)
- 태풍 솔릭 (2018년)
- 태풍 링링 (2019년)